# Alex D. Linz
Alex David Linz (Santa Barbara, Californië, 3 januari 1989) is een Amerikaans acteur. Als kindacteur werd hij bekend aan het einde van de jaren 90 en aan het begin van de jaren 00 met films als Home Alone 3 en Max Keeble's Big Move. Ook speelde hij in televisieprogramma's.

## Biografie

### Vroege jaren
Hij werd geboren in Santa Barbara, Californië, als de zoon van Dr. Daniel Linz, een professor aan de Universiteit van Californië, en Deborah Baltaxe. Zijn jongere zus heet Lily Alice. Nadat zijn ouders gescheiden waren ging hij bij zijn vader wonen.

### Carrière
In 1994 maakte hij zijn debuut in een aflevering van de televisieserie Cybill, waarna hij regelmatig in andere televisieproducties verscheen. Vervolgens was hij te zien als de zoon van Michelle Pfeiffers personage in de film One Fine Day uit 1996. In 1997 verving hij Macaulay Culkin als hoofdrolspeler in Home Alone 3 en sprak hij de stem in van de jonge Tarzan in de tekenfilm Tarzan uit 1999.
Vanaf 2000 had hij verschillende rollen in films die waren bedoeld voor een jong publiek, waaronder de komedie Max Keeble's Big Move uit 2001 waarin hij de hoofdrol had. Andere films waarin hij speelde waren Race to Space uit 2002 en Full-Court Miracle, een Disney Channel-film uit 2003 die speciaal voor televisie werd gemaakt. Ook leende hij zijn stem voor het personage Arnold in de populaire animatieserie op Nickelodeon Hey Arnold!. Hij was in twee afleveringen te horen: "April Fools' Day" en "The Journal".
Zijn meest recente rol is die in de komedie The Moguls (aka The Amateurs) uit 2005 met Jeff Bridges in de hoofdrol.

## Filmografie
- 1995 - Vanished - Teddy
- 1993 - The Young and the Restless - Phillip Chancellor
- 1996 - The Cable Guy
- 1996 - The Uninvited - Jonathan Johnson
- 1996 - One Fine Day - Sammy Parker
- 1997 - Home Alone 3 - Alex Pruitt
- 1998 - Carson's Vertical Suburbia - Carson
- 1998 - The Wacky Adventures of Ronald McDonald: Scared Silly - Franklin (stem)
- 1999 - My Brother the Pig - Freud
- 1999 - Tarzan - Young Tarzan (stem)
- 2000 - Bruno - Bruno Battaglia
- 2000 - Titan A.E. - Young Cale (stem)
- 2000 - Bounce - Scott Janello
- 2001 - The Jennie Project - Andrew Archibald
- 2001 - Max Keeble's Big Move - Max Keeble
- 2001 - Race to Space - Billy von Huber
- 2002 - Red Dragon - Young Francis Dolarhyde (stem)
- 2003 - Exit 9 - Richie Sommerset
- 2003 - Full-Court Miracle - Alex Schlotsky
- 2005 - The Moguls (aka The Amateurs) - Billy